# Kenneth Jaime
Kenneth Yamil Jaime Sánchez (San Nicolás de los Garza, Nuevo León, México, 26 de marzo de 2004) es un futbolista mexicano. Juega de lateral izquierdo y su equipo son los Tigres de la UANL de la Primera División de México.

## Trayectoria

### Tigres de la UANL

#### Cesión al Atlético Morelia
Debutó profesionalmente el domingo 23 de enero de 2022 durante la victoria por 1 a 0 del Atlético Morelia sobre Raya2 Expansión, partido correspondiente a la tercera jornada del Clausura 2022.

#### Llegada al primer equipo
Jugó su primer partido el 30 de abril de 2023 en la derrota 3 a 0 de los Tigres de la UANL ante el Club León.